# Dagmar Hagelin
Dagmar Hagelin (sinh ngày 29 tháng 9 năm 1959 - mất tích ngày 27 tháng 1 năm 1977) là một cô gái Thụy Điển - Argentina 17 tuổi, đã biến mất trong Chiến tranh bẩn thỉu vào ngày 27 tháng 1 năm 1977 và được cho là đã bị lực lượng an ninh bắt giữ ở El Palomar, Buenos Aires, Argentina, và bị sát hại trong một vụ án nhận dạng nhầm. Cha của Dagmar, doanh nhân người Argentina-Thụy Điển Ragnar Hagelin tích cực củng cố chứng cứ, đưa những người có trách nhiệm ra công lý, buộc tội Alfredo Astiz.
Hagelin và Svante Grände là hai nạn nhân Thụy Điển nổi tiếng của Chiến tranh bẩn thỉu trong chế độ quân sự của Argentina.
Vào tháng 10 năm 2011, Alfredo Astiz đã bị kết án tù chung thân vì tội ác chống lại loài người ở Argentina trong khoảng thời gian từ năm 1976 đến 1983. Cha của Dagmar, Ragnar Hagelin đã bình luận với truyền thông Thụy Điển về câu nói rằng "không thể mô tả niềm hạnh phúc mà anh cảm thấy rằng sau 34 năm đấu tranh, kẻ giết người Dagmar, cuối cùng sẽ phải trả giá cho tội ác của mình". Năm 2010, một phi công tên Julio Poch đã bị truy tố về vụ giết Hagelin. Ragnar Hagelin cư trú tại Stockholm, Thụy Điển, cho đến khi qua đời vào năm 2016.

## Nhận diện nhầm
Người ta tin rằng Hagelin là một nạn nhân bị nhận diện nhầm khi vào ngày 27 tháng 1 năm 1977, cô đã đến thăm một người bạn ở vùng ngoại ô của thủ đô Buenos Aires. Bạn của cô, người hoạt động chính trị, đã bị lực lượng của Alfredo Astiz bắt giữ đêm hôm trước và đã nói trong khi thẩm vấn rằng một người bạn hoạt động chính trị khác của cô sẽ đến thăm vào ngày hôm sau. Hagelin, người đã quyết định đến thăm bạn của cô trong một khoảnh khắc, đã bị các lực lượng tiếp cận và bắn khi cô cố gắng trốn thoát. Cô bị đưa đến ESMA, một trung tâm tra tấn nổi tiếng, sau đó cô bị giết. Hagelin chết lúc mới 17 tuổi.